# Гней Домиций Кальвин
Гней Доми́ций Кальви́н (лат. Gnaeus Domitius Calvinus; предположительно умер после 20 года до н. э.) — римский военачальник и политический деятель из плебейского рода Домициев, консул 53 и 40 годов до н. э. В начале карьеры был на стороне оптиматов и благодаря их поддержке получил первый консулат, несмотря на допущенные им в ходе избирательной кампании нарушения. К 49 году до н. э. перешёл на сторону Гая Юлия Цезаря. В 48 году самостоятельно воевал против помпеянцев в Македонии, сражался под началом Цезаря при Фарсале. После этой битвы был назначен наместником Азии и в этом качестве вёл войну с царём Боспора Фарнаком, но потерпел поражение при Никополе (декабрь 48 года). В 46 году участвовал в африканской кампании Цезаря.
После убийства Цезаря поддержал Второй триумвират. В 42 году до н. э. пытался переправить на Балканы подкрепление для Марка Антония и Октавиана, но потерпел поражение от флота республиканцев. В 40 году получил второй консулат, в 39 — 36 годах до н. э. был наместником обеих Испаний и подавил восстание местных племён. По возвращении в Рим Гней Домиций получил триумф. Предположительно он упоминается в двух надписях, 21 и 20 годов до н. э.; после этого он исчезает из источников.

## Биография

### Происхождение
Гней Домиций принадлежал к плебейскому роду, который позже, во времена Августа, был включён в состав патрициата. Носители когномена Кальвин (Calvinus) стали первой ветвью Домициев, упоминающейся в источниках: они занимали консульскую должность во времена Самнитских войн, но потом приблизительно на два века исчезли из истории.
Отец и дед Гнея Домиция носили преномен Марк. Марка-отца исследователи предположительно отождествляют с Марком Домицием Кальвином, который был претором в 80 году до н. э. и проконсулом Ближней Испании в 79 году.

### Начало карьеры
Первое упоминание о Гнее Домиции в сохранившихся источниках относится к 62 году до н. э., когда он был легатом при наместнике Азии Луции Валерии Флакке. В 59 году до н. э. Кальвин занимал должность народного трибуна; в противостоянии двух консулов, Гая Юлия Цезаря и ставленника оптиматов Марка Кальпурния Бибула, он занял сторону последнего. По словам Марка Туллия Цицерона, Гней Домиций проявил при этом «непоколебимость и выдающееся присутствие духа». Правда, воспрепятствовать начинаниям Цезаря Кальвин и его коллега Квинт Анхарий не смогли. Тот же оратор в речи «В защиту Публия Сестия» говорит: «они… ничего не смогли сделать, но всё же их добрые намерения говорили в их пользу».
После трибуната Гней Домиций пользовался поддержкой оптиматов. Благодаря этому он получил претуру на 56 год до н. э. и возглавил судебную коллегию, рассматривавшую дела о нарушениях, допущенных в ходе выборов магистратов. В частности, в феврале 56 года он был председателем суда на процессе Луция Кальпурния Бестии: последний был обвинён Марком Целием Руфом в подкупе избирателей, но его оправдали благодаря речи Цицерона. Предположительно Кальвин участвовал и в суде над Марком Целием, обвинённым в насилии, но тоже оправданным (начало апреля 56 года).

### Первый консулат
В 54 году до н. э. Гней Домиций выдвинул свою кандидатуру в консулы. Другими соискателями стали плебей Гай Меммий и патриции Марк Эмилий Скавр и Марк Валерий Мессала Руф. Скавр имел хорошие шансы на победу благодаря популярности его отца в сельских трибах, но его привлекли к суду по обвинению в злоупотреблениях в провинции и лишили таким образом надежд на избрание. Меммия поддерживал Гай Юлий Цезарь; Кальвин, по словам Цицерона, был «силён благодаря друзьям» и популярен в народе благодаря устроенным им играм. Кандидаты-плебеи, имевшие равные шансы на победу, объединились против Мессалы Руфа.
Во время этой избирательной кампании подкуп избирателей достиг невиданного прежде размаха; в результате процент по кредитам вырос с одной трети в месяц до двух третей. Меммий и Кальвин обещали раздать в центурии, которая должна была голосовать первой (centuria praerogativa), до 10 миллионов сестерциев. С действующими консулами, Аппием Клавдием Пульхром и Луцием Домицием Агенобарбом, они заключили письменный договор, согласно которому обязывались выплатить по 40 миллионов сестерциев каждому в случае, если бы после своего избрания не смогли обеспечить им провинции по их выбору. Дело о подкупе стало предметом многодневных обсуждений в сенате. Меммий по требованию Помпея прочёл в сенате договор; консулов это покрыло позором, но соискатели и после этого продолжили борьбу.
В конце концов всех четырёх претендентов на консулат привлекли к суду за скупку голосов. Обвинителем Гнея Домиция стал ещё один Гай Меммий, на тот момент — народный трибун; впрочем, никто из кандидатов осуждён не был. Выборы так и не состоялись до конца года. В результате в 53 году до н. э. было объявлено междуцарствие, продолжавшееся до середины лета. Только в секстилии, наконец, были избраны консулы на остаток года; это были Марк Валерий Мессала Руф и Гней Домиций Кальвин, причём последний добился этого успеха благодаря поддержке Гнея Помпея. Во время этого недолгого консулата политический кризис продолжал углубляться: кандидаты в консулы следующего года, Тит Анний Милон, Квинт Цецилий Метелл Пий Сципион Назика и Публий Плавтий Гипсей, а также претендовавший на претуру Публий Клодий Пульхр боролись за власть, используя все способы, включая незаконные. Дело дошло до открытых уличных столкновений между их приверженцами, причём в одной из таких стычек Кальвин даже был ранен камнем. В конце концов он и его коллега оставили должность, когда преемники ещё не были избраны.
Во время консулата Гнея Домиция обсуждался законопроект о том, что магистраты должны получать провинцию в управление не сразу после ухода с должности, а только спустя пять лет. Предположительно эта инициатива стала законом уже в следующем году.

### На стороне Цезаря
В 49 году до н. э., когда началась гражданская война между Помпеем и Цезарем, Гней Домиций оказался среди тех, кто сочувствовал последнему. В начале 48 года он уже участвовал в боевых действиях на Балканах: Цезарь, сражавшийся под Диррахием, направил его с двумя легионами (XI и XII) навстречу Метеллу Сципиону, который вёл подкрепления для Помпея из Сирии. Некоторое время две армии маневрировали в Македонии, не вступая в бой. Потом Метелл Сципион обратил своё оружие против ещё одного легата Цезаря, Луция Кассия Лонгина, а для прикрытия оставил на реке Галиакмон Марка Фавония с восемью когортами; Кальвин потеснил Фавония, заставив его просить о помощи. Дион Кассий сообщает, что помпеянцы, тем не менее, смогли вытеснить Кальвина из Македонии.
Летом 49 года до н. э. Цезарь ушёл от Диррахия на юг. В результате Гней Домиций оказался в опасном положении: армия Помпея оказалась между ним и командующим, и враг угрожал ему с двух сторон. Не владея всей информацией о том, что происходит на театре боевых действий, Кальвин некоторое время вёл свои легионы прямо навстречу Помпею, направившемуся в Македонию; совершенно случайно он узнал о приближении противника, избежал столкновения с ним и у Эгиния в Фессалии соединился, наконец, с Цезарем. В свою очередь, Метелл Сципион присоединился к Помпею.
За этими событиями последовало генеральное сражение при Фарсале, в котором Гней Домиций командовал центром цезарианской армии (центром помпеянцев командовал Метелл Сципион). Он смог остановить атаку пехоты противника, внеся таким образом вклад в общую победу. После Фарсала Цезарь направился вслед за Помпеем в Египет, а Гнея Домиция назначил наместником Азии и передал под его командование три легиона. Два из них Кальвин вскоре был вынужден отправить в Александрию на помощь диктатору (один морем, второй по суше) и остался с одним, XXXVI.

### Понтийская война
Во время азиатского наместничества Гнея Домиция началась очередная война Рима с Понтом, инициированная Фарнаком II. Этот монарх, владения которого долгое время ограничивались Боспором, воспользовался гражданской войной и занял Понт, а потом вторгся в Каппадокию и Малую Армению, принадлежавшую на тот момент галатам. Местные цари, Ариобарзан III и Дейотар соответственно, были союзниками Помпея, но в этой ситуации обратились за помощью к цезарианцу Кальвину; тот потребовал от Фарнака прекратить агрессию и начал собирать войска. К XXXVI легиону он прибавил ещё один, набранный Публием Сестием в Понте, два легиона Дейотара, вооружённые и обученные по римскому образцу, а также по сотне всадников от Дейотара и Ариобарзана и подкрепления из Киликии.
Узнав об этих приготовлениях, Фарнак вывел войска из Каппадокии, но от Малой Армении не отказался. Боясь столкновения с армией Кальвина, он предложил отложить решение спорных вопросов до прибытия Цезаря, но Гней Домиций это проигнорировал и двинулся на врага. Пройдя через Каппадокию, он приблизился к городу Никополь, у которого Фарнак дал ему сражение (декабрь 48 года до н. э.). Царская армия заняла сильную позицию между двумя рвами; согласно плану Гнея Домиция, XXXVI легион на правом фланге и понтийский легион на левом должны были перейти рвы и ударить врага по флангам и в тыл, тогда как войскам Дейотара оставалось удерживать центральную позицию. XXXVI легион свою задачу выполнил, тогда как понтийцы были почти полностью уничтожены во рву. Люди Дейотара бежали под натиском противника, и XXXVI легиону тоже пришлось отступить. Гней Домиций бежал с остатками армии в Азию.
Летом 47 года до н. э. в Малой Азии появился Цезарь. Он включил в свою армию два легиона Кальвина и разгромил Фарнака при Зеле (2 августа). После этого Гней Домиций преследовал царя до Синопы, где заставил его капитулировать. Был заключён договор, по условиям которого владения Фарнака снова сводились к одному только Боспору; после этого Цезарь уехал в Рим, а Кальвина на какое-то время оставил в Азии для восстановления довоенных порядков. Известно, что в 46 году Гней Домиций участвовал в африканской кампании и после битвы при Тапсе с двумя легионами осаждал город Тиздра, где засел помпеянец Гай Консидий Лонг. В 45 году он находился в Риме, где выступил в роли свидетеля на суде над Дейотаром.

### После гибели Цезаря
В знаменитые иды марта (15 марта 44 года до н. э., когда Гай Юлий Цезарь был убит заговорщиками во время заседания сената) Гней Домиций находился в Риме. Предположительно к тому времени он был членом жреческой коллегии понтификов, а в 43 году согласно планам диктатора должен был стать начальником конницы, но этим планам не суждено было осуществиться. Следующее упоминание о Кальвине относится к 42 году до н. э., когда он должен был привести подкрепления Марку Антонию и Октавиану, сражавшимся с республиканцами на Балканах. Гней Домиций отплыл из Брундизия, но в пути был атакован флотом Луция Стация Мурка и Гнея Домиция Агенобарба и понёс полное поражение. Большая часть его кораблей была потоплена вместе с солдатами; самого Кальвина тоже считали погибшим, но на пятый день после битвы он вернулся в Брундизий.
В 40 году до н. э. члены второго триумвирата сделали Кальвина консулом вместе с Гаем Азинием Поллионом; впрочем, ещё до конца года коллеги уступили свою должность Луцию Корнелию Бальбу и Публию Канидию. После этого Гней Домиций стал наместником обеих Испаний, где и оставался до 36 года до н. э. Когда в его провинции восстало племя церретанов, один из подчинённых Кальвина потерпел поражение в бою из-за трусости своих солдат; наместник проявил суровость, приказав забить палками всех трусов, включая центуриона-примипила. По словам Диона Кассия, в результате Гней Домиций приобрёл репутацию, «подобную той, что была у Марка Красса», и без труда победил врага — предположительно вблизи города Оска, чьё название указано на отчеканенных им монетах.
Кальвин был провозглашён императором, а по возвращении в Рим 17 июля 36 года до н. э. отпраздновал триумф. Большую часть золота, предоставленного испанскими городами для триумфа, он потратил на восстановление Регии, сгоревшей незадолго до того. Чтобы украсить постройку, он выпросил множество статуй у Октавиана. «И когда Цезарь потребовал возврата, Кальвин не вернул их, отшутившись. Притворяясь, что у него не хватает помощников, он сказал: „Пошли людей и возьми их“. И Цезарь, боясь кощунства, позволил оставить их в качестве даров».
О дальнейшей жизни Гнея Домиция нет никаких надёжных сведений. Исследователи считают, что он должен был как один из самых влиятельных понтификов поддержать попытки Октавиана восстановить старую римскую религию. Некто Gn. Dom[itius], упоминающийся в сохранившемся фрагменте одного из актов арвальских братьев от 21 года до н. э., — это предположительно именно Кальвин. В одной из надписей 20 года до н. э. упоминается некий [I]mp(erator) mag(ister) frat(rum) Arval(ium), и здесь, по мнению антиковедов, речь идёт тоже о Гнее Домиции. После этого он уже не упоминается в источниках.